# Aphrophora binomoriensis
Aphrophora binomoriensis är en insektsart som beskrevs av Matsumura 1934. Aphrophora binomoriensis ingår i släktet Aphrophora och familjen spottstritar. Inga underarter finns listade i Catalogue of Life.